# كاريل جيريرتس
كاريل جيريرتس (5 يناير 1982 بجينك في بلجيكا - ) هو لاعب كرة قدم بلجيكي، يلعب في مركز الوسط. ولعب مع منتخب بلجيكا تحت 21 سنة لكرة القدم ومنتخب بلجيكا لكرة القدم. أما مع النوادي، فقد لعب مع آود هيفرلي لوفين وستاندارد لييج ونادي جينك ونادي رويال شارلروا ونادي كلوب بروج ونادي لوكيرين.

## مسيرته الكروية
لعب كاريل جيريرتس خلال مسيرته الاحترافية مع 5 أندية في ستة عشر موسمًا وسجل خلالها 46 هدفًا ضمن 358 مباراة. حيث فاز في موسم واحد بالكأس وفي موسم واحد بالدوري.
خاض كاريل جيريرتس مسيرته مع نادي كلوب بروج في موسم 2000–01 في المرة الأولى واستمر معه طيلة ثلاثة مواسم ثم في موسم 2007–08 ليلعب معه أربعة مواسم، مشاركًا طوالها في 129 مباراة سجل خلالها 15 هدفًا. ثم انتقل إلى نادي لوكيرين في موسم 2003–04 لمدة موسم واحد، حيث شارك في 16 مباراة سجل خلالها هدفًا واحدًا. لينتقل بعدها إلى نادي ستاندارد لييج في موسم 2004–05 واستمر معه طيلة ثلاثة مواسم، مشاركًا في 93 مباراة سجل خلالها 16 هدفًا. ثم انتقل إلى نادي آود هيفرلي لوفين في موسم 2011–12 واستمر معه طيلة ثلاثة مواسم، مشاركًا في 85 مباراة سجل خلالها 13 هدفًا. هذا وانتقل لاحقًا إلى نادي رويال شارلروا في موسم 2014–15 ولمدة موسمين، مشاركًا في 35 مباراة سجل خلالها هدفًا واحدًا.

## وصلات خارجية
كاريل جيريرتس على موقع الاتحاد الأوربي (الإنجليزية)
- كاريل جيريرتس على موقع الاتحاد البلجيكي (الإنجليزية)
- كاريل جيريرتس على موقع قاعدة بيانات كرة القدم.إي يو (الإنجليزية)
- كاريل جيريرتس على موقع ناشيونال فوتبول تيمز (الإنجليزية)
- كاريل جيريرتس على موقع Soccerway.com (الإنجليزية)
- كاريل جيريرتس على موقع عالم كرة القدم.نت (الإنجليزية)